# Reticolo illuminato
Il reticolo illuminato è uno strumento astronomico utile in astrofotografia.
Esso viene inserito all'oculare di un telescopio e consta di un piccolo reticolo interno visibile grazie ad un led che ne permette la visione. Puntando una stella luminosa, è possibile posizionare il reticolo del campo visivo dell'oculare facendolo combaciare con la stella di riferimento. Il reticolo così diviene il mezzo con cui è possibile correggere le piccole derive della stella all'interno del campo visivo, consentendo una grande precisione nell'esecuzione delle fotografie del profondo cielo.
Ad oggi questo strumento è parzialmente soppiantato da altre tecniche, quale l'uso di webcam o CCD autoregolanti, i quali correggono automaticamente gli scostamenti del telescopio rispetto alla stella di riferimento.